# The Low Highway
The Low Highway è il quindicesimo album in studio del cantautore statunitense Steve Earle, pubblicato nel 2013.

## Tracce
Testi e musiche di Steve Earle, eccetto dove indicato.
1. The Low Highway – 3:59
2. Calico County – 2:59
3. Burnin' It Down – 2:57
4. That All You Got? – 3:00
5. Love's Gonna Blow My Way (Earle, Lucia Micarelli) – 2:49
6. After Mardi Gras (Earle, Lucia Micarelli) – 4:04
7. Pocket Full of Rain – 3:15
8. Invisible – 4:19
9. Warren Hellman's Banjo – 1:47
10. Down the Road Pt. II – 2:36
11. 21st Century Blues – 3:40
12. Remember Me – 4:35

## Formazione
- Steve Earle – chitarra, mandolino, banjo, piano, voce
- Allison Moorer – piano, organo, fisarmonica, harmonium, voce
- Chris Masterson – chitarra, pedal steel guitar
- Eleanor Whitmore – violino, mandolino, fiddle
- Kelley Looney – contrabbasso, basso elettrico
- Will Rigby – batteria, percussioni
- Siobhan Kennedy